# Chema Rodríguez (futbolista)
|  | Per a altres significats, vegeu «Chema Rodríguez». |

José Manuel Rodríguez Benito (Cabdet, 3 de març de 1992), conegut normalment com a Chema, és un futbolista professional castellanomanxec. Principalment juga de defensa central, però també pot jugar de lateral dret.

## Carrera de club

### Primers anys
Producte del planter de l'Elx CF, Chema va néixer a Cabdet, província d'Albacete, i va debutar a la sènior l'any 2010 amb el filial. En les temporades següents va competir a Tercera Divisió i Segona Divisió B, representant als equips C i B de l'Atlètic de Madrid.

### Alcorcón
Chema va fitxar amb l'AD Alcorcón el gener de 2013, sent inicialment adscrit al conjunt B de la quarta divisió. Va ascendir al primer equip a l'agost, va fer el seu debut competitiu el 6 d'octubre arran d'un empat 0-0 fora de casa contra el SD Eibar a Segona Divisió.
Chema va marcar el seu primer gol com a professional el 30 de març de 2014, l'únic del seu equip en una derrota per 3-1 davant el Girona FC. El 9 de juliol va ascendir definitivament a la plantilla del primer equip.

### Llevant
El 5 d'agost de 2016, Chema va signar un contracte de quatre anys amb el Llevant UE, encara a la segona categoria. Va aportar tres gols en 33 aparicions en la seva primera temporada, ajudant al club a tornar a la primera divisió en el primer intent.
El primer partit de Chema a la màxima categoria espanyola va tenir lloc el 21 d'agost de 2017, quan va jugar com a titular en una victòria a casa per 1-0 davant el Vila-real CF. Va marcar el seu primer gol a la competició exactament un mes després, ajudant els locals a derrotar la Reial Societat per 3-0 amb un espectacular gol al minut 44 des de fora de l'àrea.

### Nottingham Forest
El 8 d'agost de 2019, Chema va fitxar pel club del campionat EFL Nottingham Forest amb un contracte de dos anys per una tarifa no revelada. Va fer el seu debut oficial 19 dies després, com a substitut en una victòria a casa per 3-0 contra el Derby County a la segona ronda de la Copa EFL.

### Getafe i Eibar
Chema va tornar a Espanya el 30 de gener de 2020, després de ser venut al Getafe CF per una quota no revelada. L'11 de gener de 2022, va ser cedit a l'Eibar de segona divisió per la resta de la temporada.
El 21 de juliol de 2022, Chema va rescindir el seu contracte. Unes hores més tard, va tornar a l'Eibar amb un contracte de tres anys.